# Aleksei Saltîkov (diplomat)
Prințul Aleksei Dmitrievici Saltîkov (n. 1/13 februarie 1806, Sankt Petersburg, Imperiul Rus – d. 11/23 martie 1859, Paris, Franța) a fost un artist și călător rus în Persia și India. El era nepotul prințului Nikolai Saltîkov.

## Familie
Prințul Aleksei Saltîkov (numele său a fost scris simultan Alexis Soltykoff sau Alexis Soltikoff) s-a născut la 1 februarie 1806 la Sankt Petersburg, ca fiu al prințului Dmitri Nikolaevici Saltîkov (1767-1826) și al Annei Nikolaevna Leontieva (1776-1810). A avut trei frați mai mari: prinții Ivan (1797-1832), Piotr (cca. 1804-1889) și Vladimir (cca. 1799-1835) și o soră mai mare, prințesa Maria (1795-1823). Familia Saltîkov era una dintre cele mai respectate familii nobiliare din Rusia.
Tatăl lui Aleksei, Dmitri, avea doi frați (și nicio soră): Aleksandr (1775-1837) și Serghei (1776-1828). Cei trei băieți erau fiii faimosului feldmareșal Nikolai Ivanovici Saltîkov (n. 31 octombrie 1736 - d. 24 martie 1816) și al Nataliei Vladimirovna Dolgorukaia (1737-1812).

## Biografie
Copilăria și tinerețea lui Aleksei este oarecum învăluită în mister. El a crescut la Sankt Petersburg și la vârsta de 18 ani a intrat în serviciul diplomatic, fiind angajat în Consiliul de Stat pentru Afaceri Externe al Rusiei (Collegium) de la Moscova. Pe la vârsta de 23 de ani se afla în Serviciul Diplomatic al Rusiei, mai întâi la Constantinopol, apoi la Atena, mai târziu la Londra, Florența, Roma și Teheran. În 1840 Aleksei s-a retras din serviciul diplomatic și s-a mutat la Paris, unde și-a planificat călătoriile în India. El a efectuat două călătorii acolo (1841-1843 și 1844-1846) și a fost poreclit „Indianul” de către aristocrația rusă și franceză. În 1849 a publicat o selecție a scrisorilor sale în limba franceză, însoțită de desene proprii, care a devenit foarte cunoscută în Europa (Lettres sur L'Inde, Paris, 1848). În 1851 cartea a fost tradusă în limba rusă și a avut parte de un succes instantaneu, încântând publicul cititor rus. Desenele au fost publicate separat la Londra în 1859 sub titlul „Drawings on the Spot”.
La moartea sa unele dintre obiectele de artă din colecția prințului Soltikoff au fost scoase la licitație publică în 1861 la Paris: Sfeșnicul Gloucester din secolul al XI-lea a fost achiziționat de Victoria and Albert Museum, iar Tripticul John Grandisson a ajuns în patrimoniul British Museum.

Schițe artistice din viața indienilor, 1848
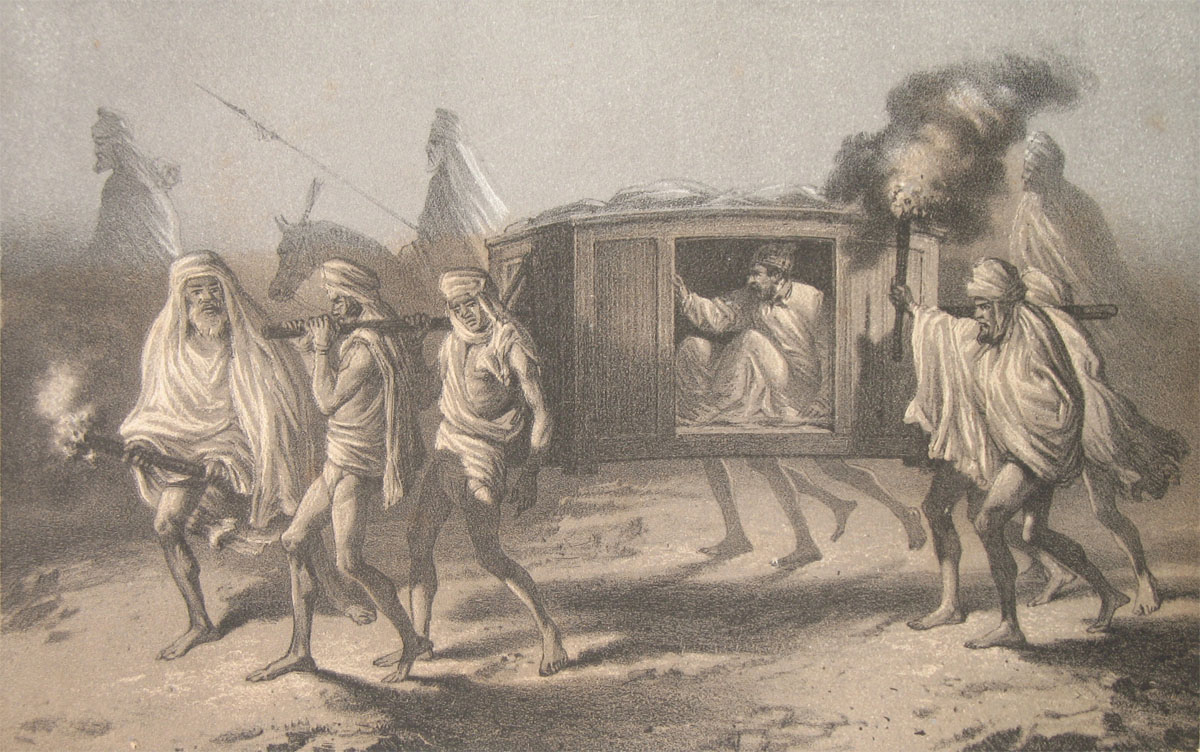
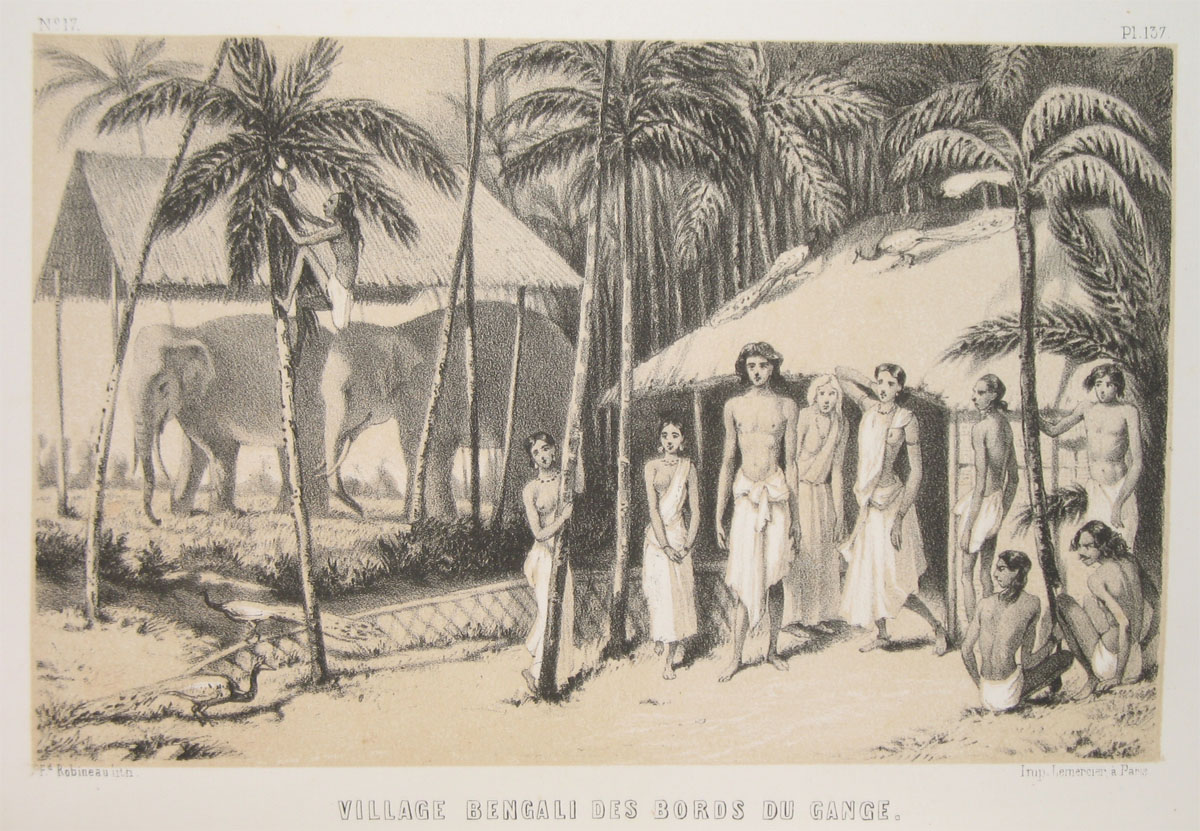
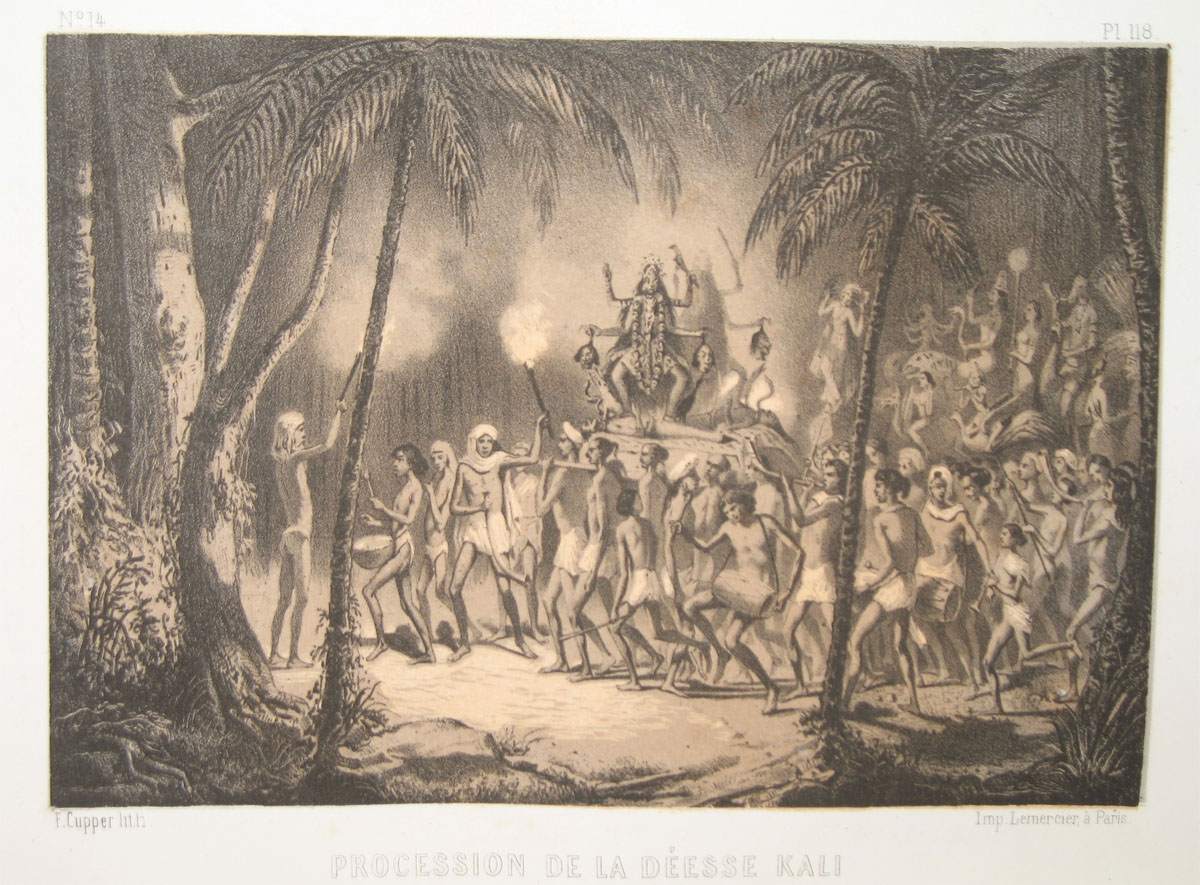
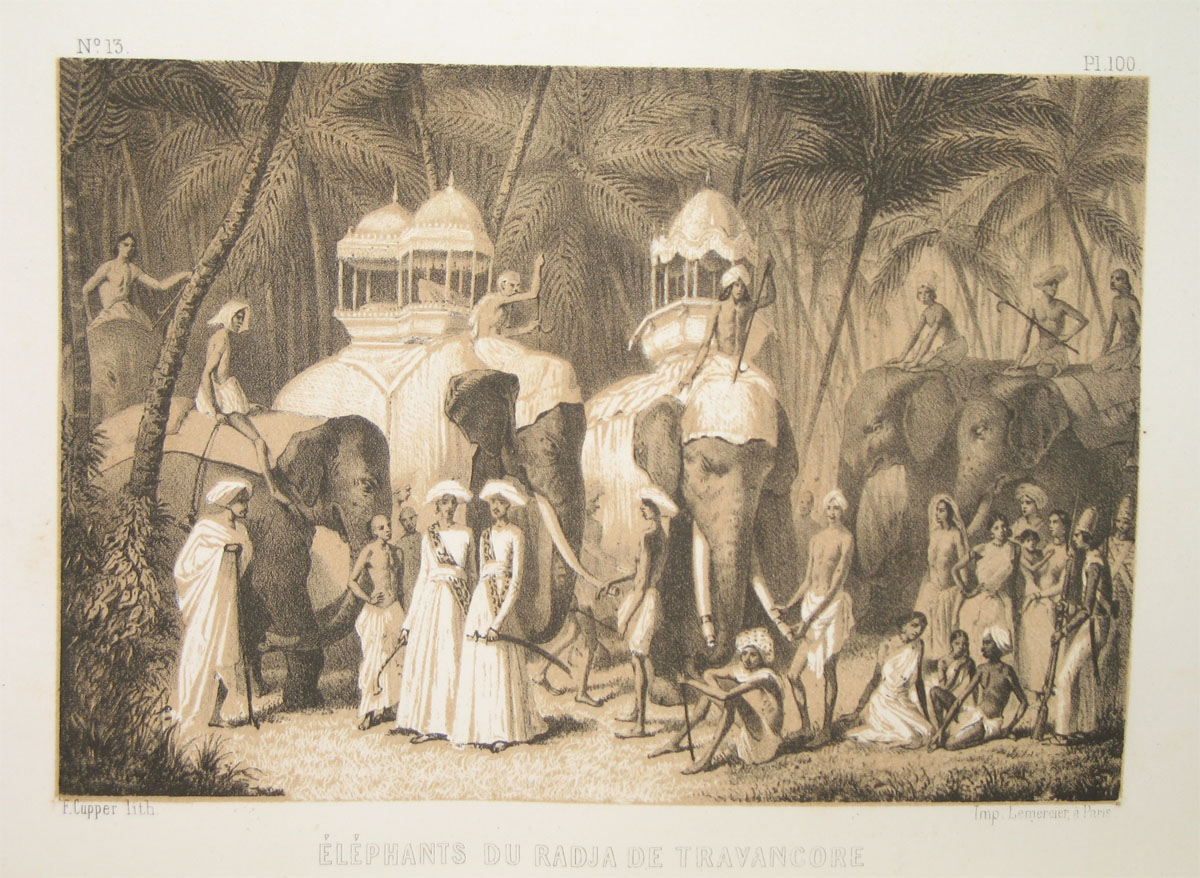
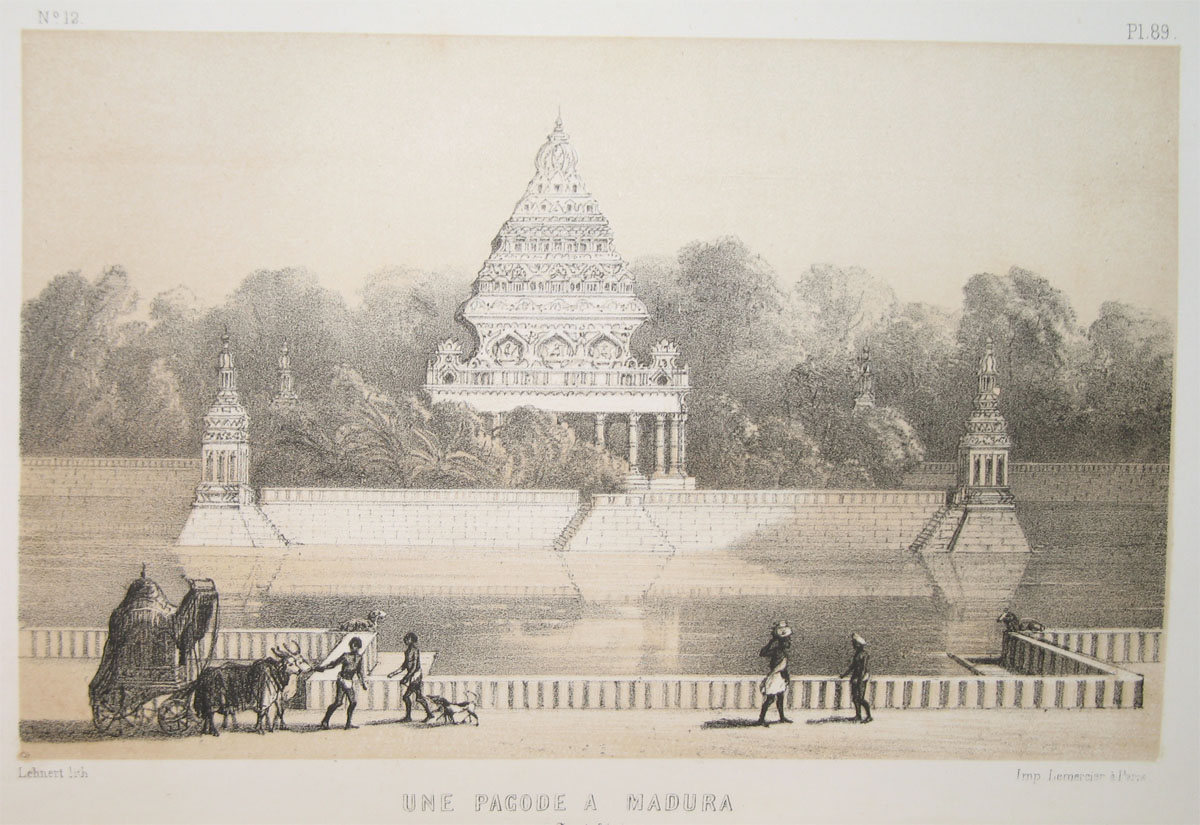
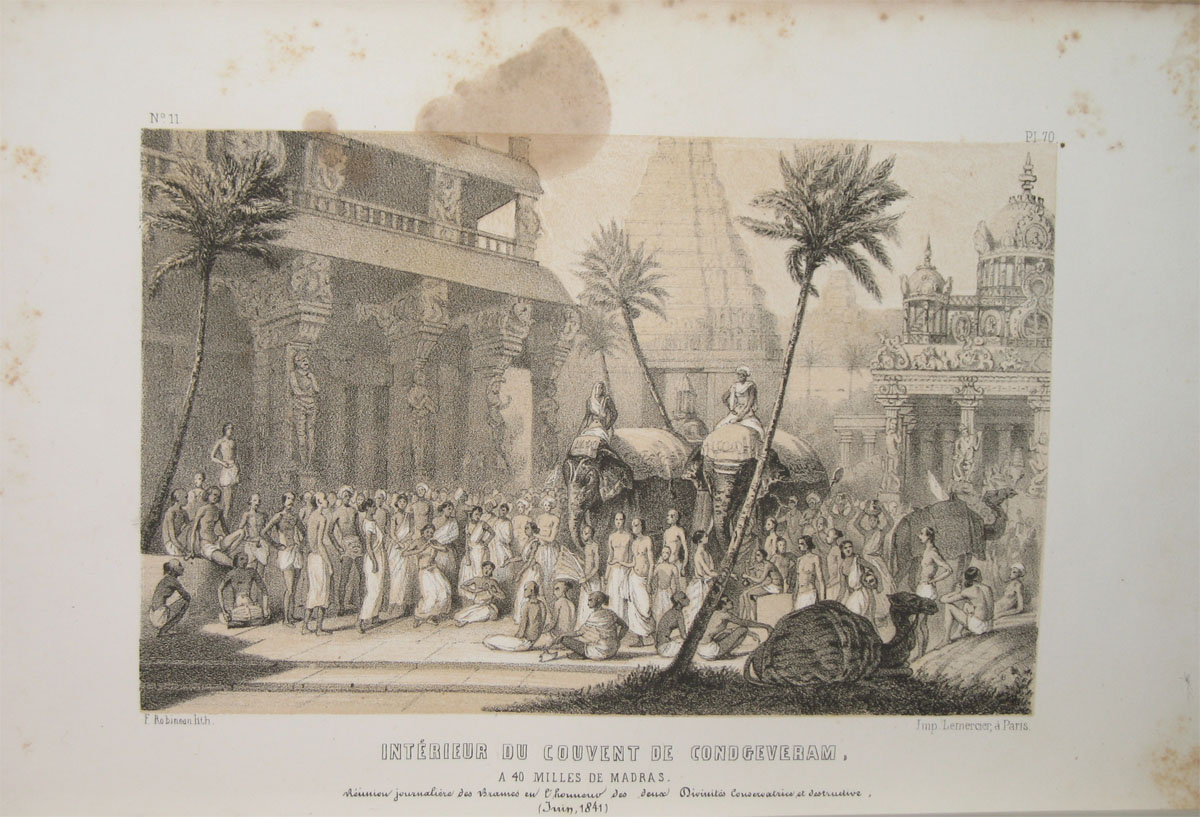
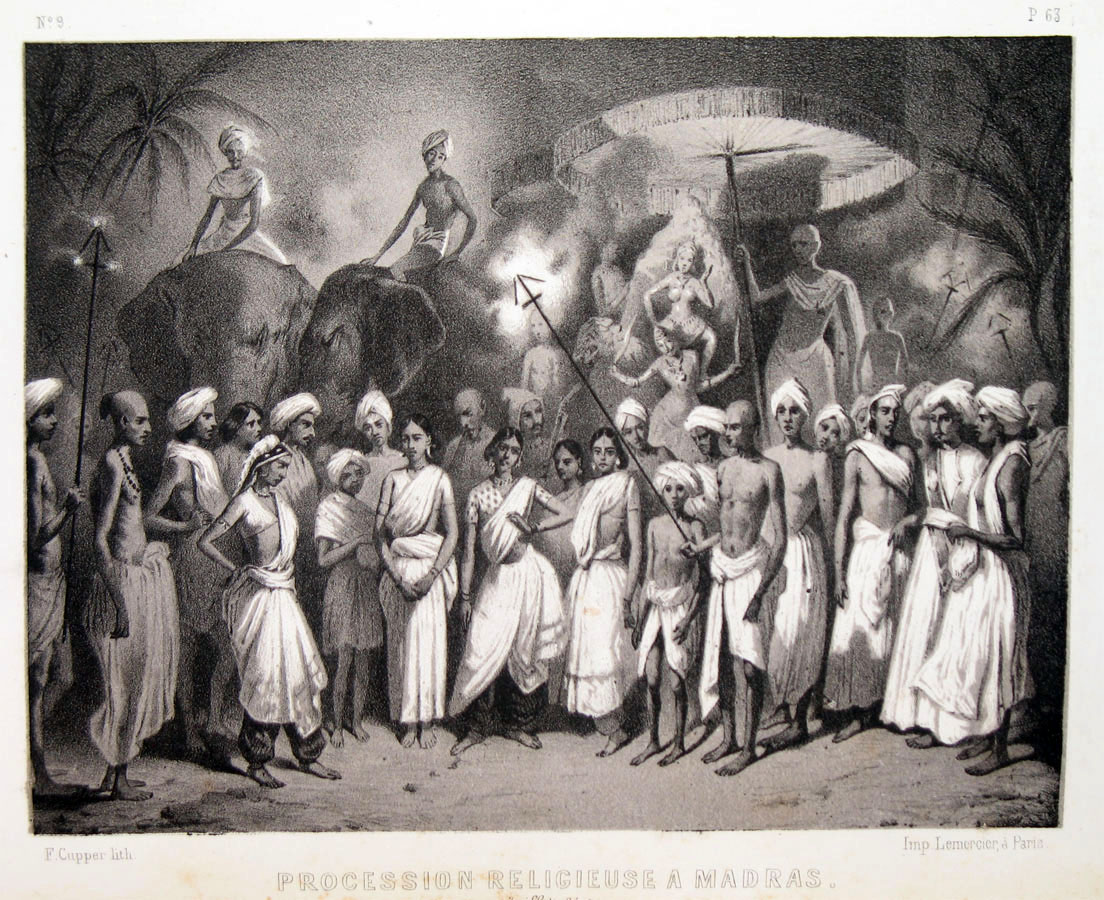
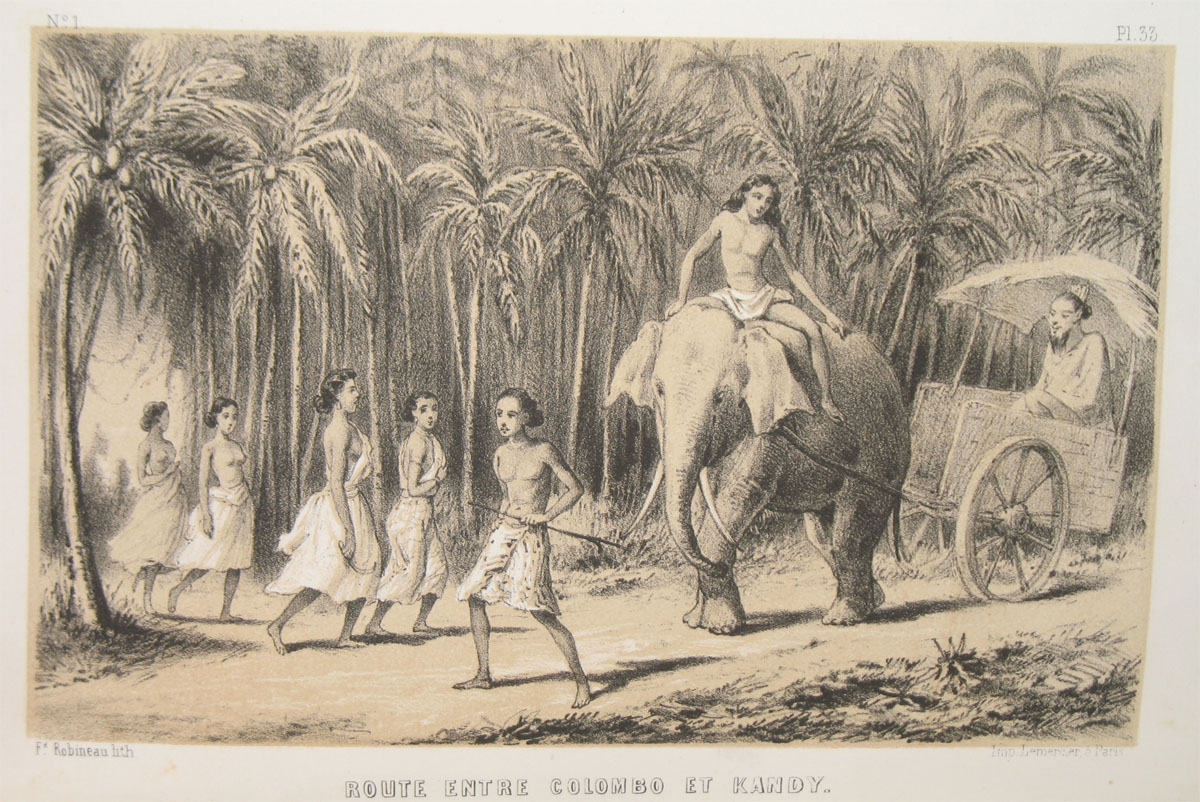